# Friedrich Mülln
Friedrich Mülln (* Januar 1980 in Lörrach) ist ein deutscher Tierrechtsaktivist, Autor und Mitbegründer des gemeinnützigen Vereins Soko Tierschutz.

## Leben
Mülln entdeckte bereits als Schüler sein Interesse an der Natur und begann sich für den Schutz von Tieren in der Massentierhaltung zu engagieren. Als er mit 13 Jahren eine Dokumentation über Ferkelkastration sah, entschied er sich vegan zu leben. Schon während der Schulzeit wurden seine ersten Rechercheergebnisse in TV-Magazinsendungen veröffentlicht. Neben und nach seinem Politikstudium arbeitete er als Contract Investigator für große Tierschutzorganisationen im In- und Ausland.
Am 14. Oktober 2008 erhielt Friedrich Mülln für seinen langjährigen mutigen Einsatz gegen Massentierhaltung und andere Tierquälereien  und insbesondere für seinen erfolgreichen Rechtsstreit um Meinungsfreiheit mit dem Konzern Covance den Preis für Zivilcourage der Solbach-Freise-Stiftung. 2012 gründete er den Verein Soko Tierschutz, der zahlreiche Skandale in Bauernhöfen, Versuchslaboren und Schlachthöfen aufdeckte. 2018 wurde die Soko Tierschutz mit dem taz-Panter-Preis ausgezeichnet.
Ein Verfahren gegen Mülln, wonach er einen Strafbefehl von über 3500 Euro erhielt, weil er verdeckt aufgenommenes Videomaterial über Lebendrupf an Gänsen bzw. „über die tierquälerische Gewinnung von Bettfedern und Daunen“ (so die Anklage) in TV-Beiträgen verwendet hatte, wurde im August 2014 gegen eine Zahlung in Höhe von 1500 Euro an das Tierheim München nach Rücksprache mit seinem Anwalt eingestellt.

## Ehrungen - Auszeichnungen
- 2008 Preis für Zivilcourage der Solbach-Freise-Stiftung.[7]
- 2022 Peter-Singer-Preis[8]

## Schriften
- Friedrich Mülln: Soko Tierschutz: Wie ich undercover gegen den Wahnsinn der Massentierhaltung kämpfe. Droemer, München 2021, ISBN 978-3-426-27860-4.
- Das Soko Tierschutz Kinderbuch: Die große Flucht aus Schnitzelhausen, Text: Friedrich Mülln, Illustration: Anna-Katharina Spelten, Vorwort: Robert Marc Lehmann, Herausgeber: Soko Tierschutz e.V., Seiten: 52, ISBN 978-3-00-078036-3

## Filmporträt
- Der Anwalt der Tiere, Regie: Kim Koch, 2021, BR Fernsehen, ARD[9]
- Mission Tierschutz - Undercover in deutschen Ställen, 2015, 43:27 Min. WDR die story